# هرولد اگنیو
هرولد اگنیو (انگلیسی: Harold Agnew؛ زاده ۲۸ مارس ۱۹۲۱ درگذشته ۲۹ سپتامبر ۲۰۱۳) یک فیزیک‌دان اهل ایالات متحده آمریکا بود.